# Oldéric-Manfred II d'Oriate
Oldéric-Manfred II d'Oriate, né à une date inconnue dans la seconde moitié du Xe siècle probablement à Turin et mort vers 1034-35 dans cette même ville, est un seigneur italien du Moyen Âge, qui fut seigneur de la marche de Turin et marquis de Suse.
Il est mentionné sous la forme Manfred II Odelrich, dans les annales allemandes, ou encore Ulric-Manfred chez les historiens Charles William Previté-Orton ou Paul Guichonnet.

## Biographie
Apparenté à la famille Ardouin, Oldéric-Manfred II est le fils d'Oldéric-Manfred Ier et de Prangarda la fille d'Attone de Canossa, comte de Modène et Reggio.
Oldéric-Manfred hérite de la marche de Turin. Selon la charte de fondation de l'Abbaye de Saint-Just de Suse de 1029, la généalogie de la famille du marquis révèle qu'il aurait eu cinq frères : Alric (mentionné également sous les formes Aldéric ou Abdéric ou encore Alrico) évêque d'Asti en 1017, Oddon, Alton, Hugues et Guy,. Devenu marquis au XIe siècle, Oldéric-Manfred II sait consolider le pouvoir des Arduin s'entremettant dans la lutte entre Arduin d’Ivrée et l'Empire. Dans un diplôme impérial daté 31 juillet 1001, en récompense de ses loyaux services l'empereur Othon III confirme les possessions d'Oldéric-Manfred — « dans les comtés de Bredule, d'Albe et d'Auriate, et en outre du tiers de la vallée de Suse, du tiers d’Oulx, d'Exilles, de Bardonnèche, etc., du tiers de Turin, etc. » — et lui concède plusieurs privilèges.
Oldéric-Manfred, immédiatement après avoir assumé la succession de son père, consolide son pouvoir vis-à-vis d'Arduin, marquis d'Ivrée, et de l'empereur Henri II. Lors de leur conflit pour le contrôle du royaume d'Italie (regnum Italicum), il obtient vers 1015, de vastes territoires aux dépens de la marche d'Ivrée.
Ses domaines deviennent très vastes. Dans deux chartes, cosignées avec son épouse Berthe, relatives à une vente à un prêtre nommé Sigifried, fils d'Adalgis vers 1021 et à une donation au monastère de Saint-Soluture de Turin en 1031, on peut lire la liste des territoires qu'il contrôle dont les villes et environs de Parme, Plaisance, Pavie, Tortone, Verceil , Acqui Terme, Asti, Ivrée, Turin, Alba, Albenga et Vintimille. Pour éviter les conflits avec l'Empire, il ne se préoccupe pas trop d'étendre ses territoires par les armes, mais il gère plutôt au mieux ses terres afin d'accroitre son contrôle et sa puissance.
La capitale de la marche se trouve à Turin, bien qu'elle soit un bourg et ceci en raison de sa position stratégique au centre de ses territoires. Oldéric-Manfred ne réside pas souvent dans la ville et il se déplace régulièrement pour gérer au mieux ses domaines.
Oldéric-Manfred fait restaurer l'antique église de Santa Maria Maggiore de Suse et l'abbaye de la Novalaise, il fait fortifier les bourgs d'Exilles et de Bardonèche. Il fait construire un important monastère à Suse en 1027, qui, au cours de années suivantes, atteint une certaine importance ainsi que celle de Caramagna.
Oldéric-Manfred d'Oriate meurt vers 1034-35, à Turin.

## Union et postérité

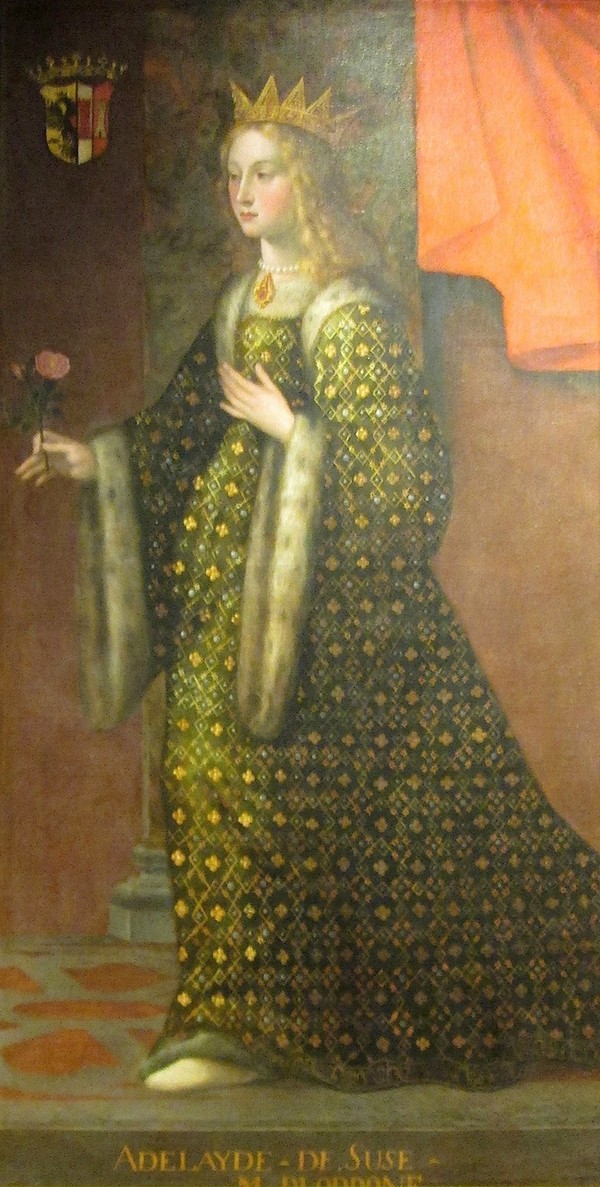
Adélaïde de Suse, l'une des filles d'Oldéric-Manfred II d'Oriate et de Berthe d'Ivrée.

Oldéric épouse Berthe d'Ivrée, dit aussi de Toscane ou encore de Milan, (vers 976 - après 1029), margrave de Suse et comtesse de Turin. Selon Samuel Guichenon, dans son Histoire généalogique de la royale maison de Savoie, « Berthe d'Ivrée [est] fille d'Albert Marquis d'Ivrée & cousine d'Ardoin Roi d'Italie ». Berthe, fille du marquis Obert II, est issue la branche adalbertienne des Obertenguides.
Ils ont, :
- N. N., comte de Mombardone[12] (Mombaldone ?) ;
- Adélaïde de Suse, marquise de Suze, comtesse de Turin (1020 - 1091)[1]. Elle déplacera sa résidence à Suse, quittant Turin et affaiblissant ainsi les possessions paternelles. Elle se marie par trois fois, notamment avec le comte Othon Ier de Savoie[12], et devient régente de Savoie pour ses fils à la mort de ce troisième époux ;
- Immilla-Ermengarde[4], dite de Suse, ou Irmgarde ou encore Aemilia/Immula (1015 - 1078) qui épouse en 1030 Otton III, comte de Schweinfurt dont Gisèle de Schweinfurt qui épouse Berthold III d'Andechs, puis en secondes noces, Egbert Ier, margrave de Misnie[12] ;
- Berthe de Turin (1010 - ) épouse Otto (ou Tetone), margrave de Savone[12].